# Новояричівський район
Колишній район Львівської області центром якого було смт. Новий Яричів.

## Історія
10 січня 1940 року політбюро ЦК КП(б)У обговорило питання про утворення районів у Львівській області УРСР. Зокрема було ухвалено створити Новояричівський район із центром у смт. Новий Яричів
Однак з початком німецького наступу район призупинив свою діяльність — його було відновлено лише після того, як 25 липня 1944 року радянські війська оволоділи селищем.
У 1959 році до його складу увійшли частини ліквідованих Новомилятинського і Куликівського районів.
Район було ліквідовано у грудні 1962 року, а його територія відійшла до Кам'янсько-Бузького району.

## Новояричівський райком КП(б)У
Одразу після входження території Галичини до складу УРСР почалось формування низових компартійних структур. Зокрема у січні 1940 року було створено Новояричівський райком КП(б)У, однак у червні 1941 року він зупинив свою діяльність. Відновлено його було у травні 1944 року. У жовтні 1952 перейменовано на Новояричівський райком КПУ. Ліквідований у грудні 1962 р. після ліквідації Новояричівського району, територія якого відійшла до Кам'янко-Бузького району.
Структурно райком складався з наступних підрозділів: Бюро (загальний відділ), організаційно-інструкторський відділ (з 1949 р. — відділ партійних, профспілкових та комсомольських організацій), сектор партійної статистики, відділ пропаганди й агітації, сільськогосподарський відділ, військовий відділ, відділ по роботі серед жінок, відділ кадрів.

## ЗМІ
У Новояричівському районі видавалась газета «Червона зоря».

## Колективізація
Радянська влада одразу після свого становлення розпочала масову колективізацію сільського господарства. Однак це не мало належного економічного ефекту — колгоспи виявлялись економічно неспроможними, мали низькі виробничі показники. Урожайність зернових, картоплі та інших сільськогосподарських культур була гіршою, ніж в індивідуальних господарствах.
Малопродуктивним було тваринництво. Кожен другий колгосп перевищував адміністративні витрати. Наприклад, заборгованість колгоспу «Червона Зірка» Новояричівського району — 19429 крб, що становило 20 % від усіх грошових надходжень.
Втім це не заважало колгоспам бути «показовою вітриною» щасливого життя. Так, коли 9 грудня 1959 року до першого перону вокзалу станції Львів прибув спецпоїзд з Ужгорода, який привіз до Львова урядову делегацію, що супроводжувала Голову Ради Міністрів СРСР та І секретаря ЦК КПРС Микиту Сергійовича Хрущова, то його прийом було організовано на найвищому рівні. Зокрема високому гостю було піднесено хліб-сіль на вишитому рушнику — представники селянства, пролетаріату та інтелігенції, зокрема в їх числі була ланкова колгоспу «Прогрес» Новояричівського району.

## Комуністичні репресії
Радянська влада вдавалась до репресій щодо мирного населення, в тому числі і в Новояричівському районі. В 12-ти районах Львівської області: Лопатинському, Радехівському, Сокальському, Великомостівському, Рава-Руському, Немирівському, Магерівському, Куликівському, Яричівському, Кам'янка-Бузькому, Новомилятинському, — в часі від 17.7.44 р. — 17.7.47 р. більшовики заслали на Сибір — 2.123 осіб, в тому числі 624 осіб, переважно стариків, 898 жінок і 601 дитину; вивезли на примусові роботи в Донбас — 649 осіб, вбили 1.817 осіб, в тому числі 120 стариків, 90 жінок, 68 малих дітей; арештували — 3.479 осіб; спалили — 2.706 господарств; пограбували і знищили — 2.650 госп.; пограбували і знищили — 40 церков; знищили — 136 бібліотек.

## Зміни в адміністративно-територіальному устрої
Хоча Новояричівський район існував відносно недовго, однак його територія все ж зазнала певних змін. Зокрема у 1944 році до складу району увійшли Кривчиці, а у 1962 році це село приєднали не до Кам'янко-Бузького району, а до складу Львова.
Окрім того спостерігався процес об'єднання сільрад. Зокрема у березні 1959 року було об'єднано ряд сільрад у Новояричівському районі.

## Села району
До складу району входили села Ременів, Пікуловичі, Загаївці а також ряд інших населених пунктів.

## ДіяльністьОУНтаУПА
Новояричівський район був одним із осередків активного українського підпілля та опору у роки як німецької, так і радянської окупації. Зокрема у квітні 1948 року уповноважений державної планової комісії Ради міністрів СРСР у Львівській області направив доповідну записку секретарю львівського обкому КП(б)У і голові облвиконкому про незадовільний хід призову молоді для шкіл фабрично-заводського навчання Донбасу і Львівської області. Зокрема він відзначав, що в області спостерігалося масове ухиляння молоді від мобілізації, як результат агітації з боку українських націоналістів. Для вирішення цієї проблеми пропонувалось влаштовувати облави, зокрема на території Новояричівського району.
З села Ременова походив Михайло Стахур, якого було звинувачено у вбивстві комуністичного публіциста Ярослава Галана.

### Структура ОУН та УПА
Адміністративно-територіальний поділ, який застосовувався в ОУН та УПА відрізнявся від офіційного. Зокрема з липня 1944 року територія Новояричівського району входила до складу Кам'янко-Буського надрайону Сокальської округи.

## Релігійна діяльність
Попри офіційні заборони та переслідування на території району діяли не лише підпільні структури УГКЦ а й інших релігійних конфесій. Зокрема у 1957 році в селі Ременові діяла громада Євангельських християн-баптистів, яка об'єднувала 24 вірян.